# Wilhelm Christiani
Wilhelm Christiani (ur. 27 października 1871 w Testama (Estonia), zm. ?) – niemiecki bibliotekarz i filolog. Dyrektor Biblioteki Raczyńskich w Poznaniu.

## Życiorys
Absolwent kilku uniwersytetów w: Tartu, Berlinie i Petersburgu. W Berlinie studiował literaturę słowiańską u prof. Aleksandra Brücknera. W Petersburgu pracował przez krótki czas w bibliotece carskiej, a potem także w bibliotece uniwersyteckiej w Tartu. Od 1909 przebywał w Poznaniu, gdzie do 1913 pracował w Bibliotece Cesarza Wilhelma. W 1913 objął na krótki czas (do 1914) stanowisko dyrektora Biblioteki Raczyńskich, gdzie był zatrudniony tylko tymczasowo. Przed wybuchem I wojny światowej wyjechał do Rosji.